# Steniscadia nomimus
Steniscadia nomimus är en fjärilsart som beskrevs av Dyar 1914. Steniscadia nomimus ingår i släktet Steniscadia och familjen trågspinnare. Inga underarter finns listade i Catalogue of Life.